# Теорема Коші — Адамара
Теорема Коші — Адамара — важливий результат в дійсному і комплексному аналізі про радіус збіжності степеневих рядів. Теорема названа на честь Огюстена Коші і Жака Адамара.

## Твердження
Нехай маємо деякий степеневий ряд з комплексними коефіцієнтами:
{\displaystyle \sum _{n=0}^{\infty }a_{n}z^{n}}
і {\displaystyle R} — його радіус збіжності.
Тоді справедлива формула:
{\displaystyle {1 \over R}={\varlimsup \limits _{n\rightarrow +\infty }}\,|a_{n}|^{1/n}}
де {\displaystyle \varlimsup \limits } позначає верхню границю.
Зокрема якщо {\displaystyle {\varlimsup \limits _{n\rightarrow +\infty }}\,|a_{n}|^{1/n}=0} то ряд є збіжним для всіх комплексних чисел, якщо ж {\displaystyle {\varlimsup \limits _{n\rightarrow +\infty }}\,|a_{n}|^{1/n}=\infty } то ряд є збіжним лише в нулі.
Аналог теореми справедливий і для функцій дійсної змінної.

## Доведення
Доведемо, що степеневий ряд {\displaystyle \sum a_{n}z^{n}} збігається для {\displaystyle |z|<R} і розбігається для {\displaystyle |z|>R}.
Тут {\displaystyle R} визначене через границю в твердженні теореми.
Нехай {\displaystyle |z|<R} і позначимо {\displaystyle t=1/R} Тоді для довільного {\displaystyle \varepsilon >0}, існує лише скінченна підмножина чисел {\displaystyle n} для яких {\displaystyle {\sqrt[{n}]{|a_{n}|}}\geq t+\varepsilon }. Отож {\displaystyle |a_{n}|\leq (t+\varepsilon )^{n}} для всіх {\displaystyle n} окрім деякої скінченної кількості, тому ряд {\displaystyle \sum a_{n}z^{n}} збігається якщо {\displaystyle |z|<1/(t+\varepsilon )}. 
Навпаки для {\displaystyle \varepsilon >0}, {\displaystyle |c_{n}|\geq (t-\varepsilon )^{n}} для нескінченної кількості {\displaystyle c_{n}}, тож якщо {\displaystyle |z|=1/(t-\varepsilon )>R}, ряд не може збігатися адже його члени не прямують до 0.
Дане доведення справедливе як для додатного скінченного радіуса збіжності, так і для нульового і нескінченного.